# Klumpfod
Klumpfod er en medfødt sygdom, der kan ramme enten den ene eller begge fødder, der ubehandlet kan give folk en gang der ser ud som om man går på anklen eller siden af foden.
| Sygdom | Spire Denne artikel om sygdom er en spire som bør udbygges. Du er velkommen til at hjælpe Wikipedia ved at udvide den. |